# Magne Orre
Magne Orre (* 16. April 1950 in Notodden) ist ein ehemaliger norwegischer Radrennfahrer und nationaler Meister im Radsport.

## Sportliche Laufbahn
Orre war Teilnehmer der Olympischen Sommerspiele 1972 in München und 1976 in Montreal. Bei beiden Spielen war er Mitglied der norwegischen Vierermannschaft, die 1972 im Mannschaftszeitfahren den 5. Platz und 1976 im Mannschaftszeitfahren den 8. Platz 1976 belegte.
In dieser Disziplin wurde er auch 1970 norwegischer Meister. Den Titel gewann er auch 1972 und 1973. 1976 siegte er bei der Meisterschaft im Straßenrennen. 1971 konnte er beim Sieg von Burkhard Ebert Dritter der Berliner Etappenfahrt werden. 1979 konnte er das schwedische Solleröloppet für sich entscheiden. Bei der Internationalen Friedensfahrt startete er 1975 und 1976, schied aber in beiden Jahren nach schweren Stürzen aus.

## Berufliches
Ab 1982 war er Trainer für CK Jarlsberg. Später arbeitete er als Nachwuchstrainer in den Vereinen Glåmdal SK, dann für Tønsberg CK, in denen er u. a. Steffen Kjærgaard und Lars Petter Nordhaug trainierte.